# Ключ 110
Ключ 110 (трад. и упр. 矛) — ключ Канси со значением «копьё»; один из 23, состоящих из пяти штрихов.
В словаре Канси есть 65 символов (из 49 030), которые можно найти c этим радикалом.

## История
Древняя идеограмма изображала копьё в своем первоначальном виде.
Современный иероглиф используется в значениях «копьё, рогатина, китайский протазан».
Иероглиф является слабым ключевым знаком.
- Вид в Цзиньвэнь
- Вид в большой печати Чжуаньшу
- Вид в малой печати Чжуаньшу

В словарях находится под номером 110.

## Примеры иероглифов
| Доп. штрихи | Иероглифы |
| ----------- | --------- |
| 0           | 矛        |
| 3           | 䂆        |
| 4           | 矜 䂇     |
| 5           | 矝        |
| 6           | 䂈        |
| 7           | 矞 矟     |
| 8           | 矠        |
| 9           | 䂉 𥎁     |
| 12          | 䂊 䂋 䂌  |
| 15          | 䂍        |
| 19          | 䂎        |
| 20          | 矡        |

- Примечание: Ваш браузер может отображать иероглифы неправильно.